# تي-64

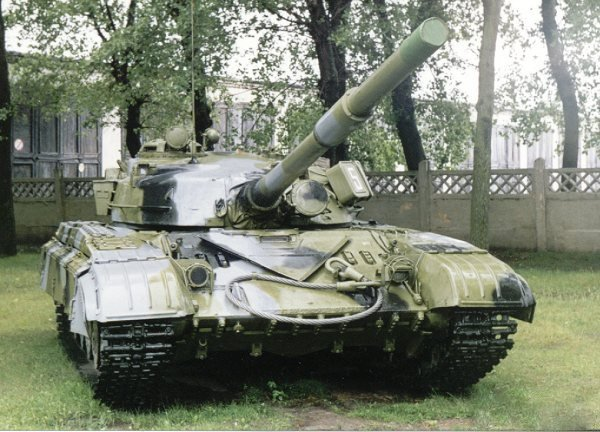
دبابة تي-64

تي-64 (بالروسية: Т-64) هي دبابة قتال رئيسية سوفييتية الصنع، دخلت الخدمة في الجيش السوفييتي عام 1966 وهي أكثر حداثة من الدبابة تي-62.
تزن دبابة دبابة تي-64 نحو 38 طنا وهي مسلحة بمدفع من عيار 125 مم، وقد جهزت بمحرك ديزل بستة إسطوانات يولد قوة 700 حصان.

## المستخدمين
استخدمت من قبل  الاتحاد السوفيتي و بيلاروس و روسيا و أوكرانيا
صممت من قبل kmdb ما بين عامي (1951-1962)
المصنع: مصنع ماليشيف
صنعت الدبابة ما بين عامي (1963-1987)
صنع منها 13000 وحدة
تختلف سماكة الدرع في مناطق الدبابة وتتراوح ما بين(20-450 ملم)
يبلغ مدى سير الدبابة :500 كيلومتر بدون الخزانات الاضافية و700 كيلومتر مع الخزانات الاضافية

### المشغلون الحاليون
أوكرانيا 600 في الخدمة وأكثر من 900 في الاحتياط
 أوزبكستان 100 في الخدمة تمتلك الدبابة دروعاً تعتبر محسنة عن باقى دروع الدبابات السوفيتية، فهى أول دبابة سوفيتية تستخدم الدروع المركبة، كما أنها مجهزة بنظام آلى لإخماد الحرائق ونظام لمقاومة الإشعاعات النووية والبيولوجية و الكيماوية.
و تستخدمها  الجزائر بحوالي 500